# Psicosomatica
La psicosomatica è quella parte  della medicina e della psicologia clinica volta a ricercare la connessione tra un disturbo somatico (anche generico) e la sua possibile causa  di natura psicologica.
Il suo presupposto teorico è la considerazione dell'essere umano come inscindibile unità psicofisica; tale principio implica che in alcune forme morbose - e finanche nel politraumatismo apparentemente accidentale - accanto ai fattori somatici giochino un ruolo anche i fattori psicologici.

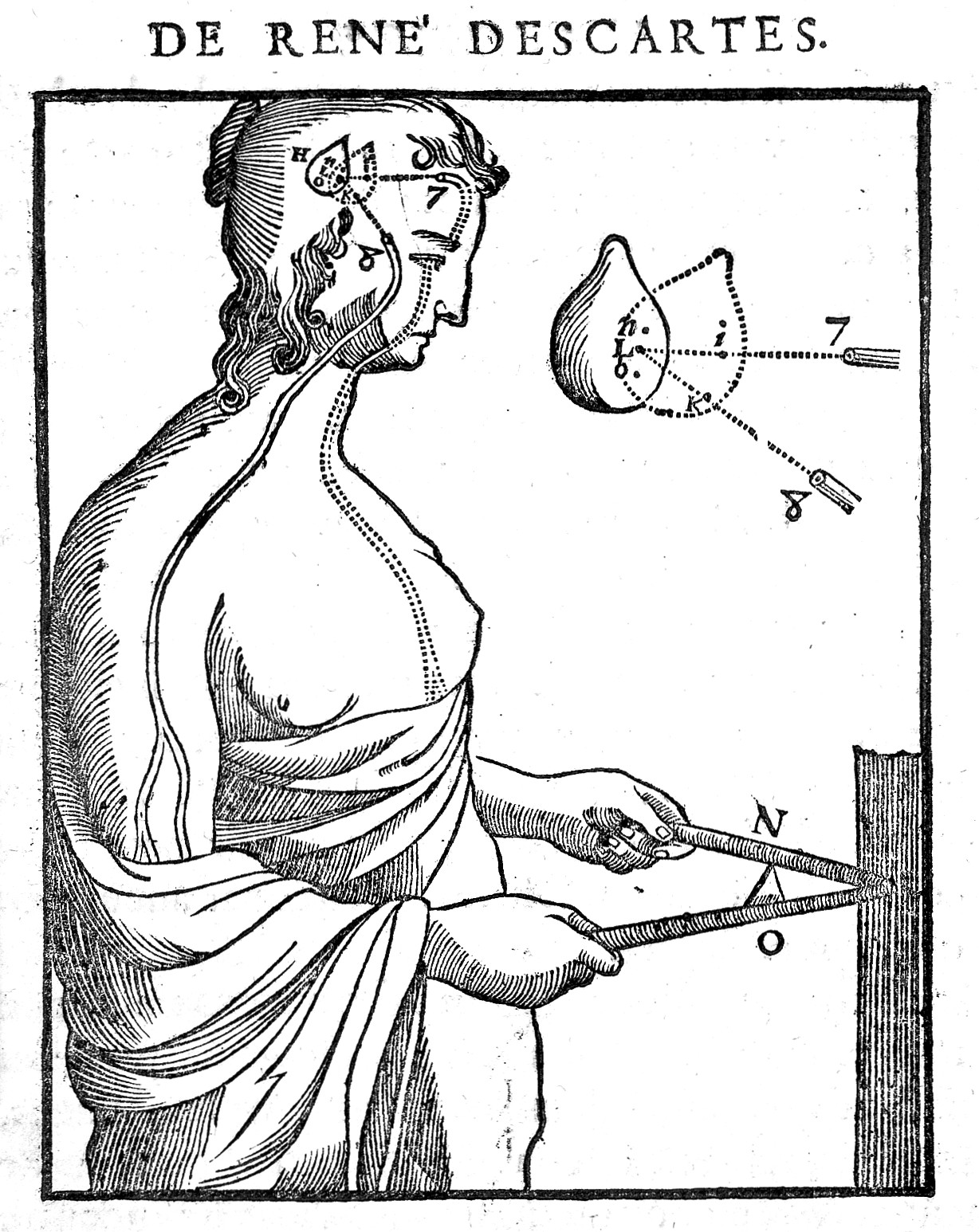
L'interazione tra mente e corpo in un'illustrazione di Cartesio.

L'interconnessione tra un disturbo e la sua causa d'origine psichica si riallaccia alla visione olistica del corpo umano, all'interno della consapevolezza che mente e corpo sono strettamente legati in virtù dell'unità psicofisica. Uno degli indirizzi più promettenti della ricerca in psicosomatica negli ultimi trent'anni (grazie anche allo sviluppo e alla nascita di nuove tecniche e tecnologie biomediche) è la psiconeuroendocrinoimmunologia (PNEI), che ha l'obiettivo di chiarire le relazioni tra funzionamento psicologico, secrezione di neurotrasmettitori a livello cerebrale, ormoni da parte del sistema endocrino e funzionamento del sistema immunitario.

## Storia

### Le origini
Il principio fondamentale della medicina primitiva concepiva la malattia come una condizione di disagio dell'uomo "intero" in cui l'effetto della volontà di una forza superiore era considerato elemento causale e determinante. Nel mondo magico primitivo non esisteva né una concezione della mente, né una concezione del corpo, né dell'ambiente e l'uomo si sentiva immerso nella natura sotto tutti i suoi aspetti, riconoscendosi inferiore e dipendente da tali forze. In questa visione del mondo, lo sciamano, il medicine man, è l'intermediario tra il mondo degli umani e il mondo degli spiriti. In questo contesto la malattia finisce con il riguardare l'intera comunità assumendo anche il carattere di "evento sociale" che attraverso l'opera dello sciamano può essere portata alla guarigione.

### Nell'antichità

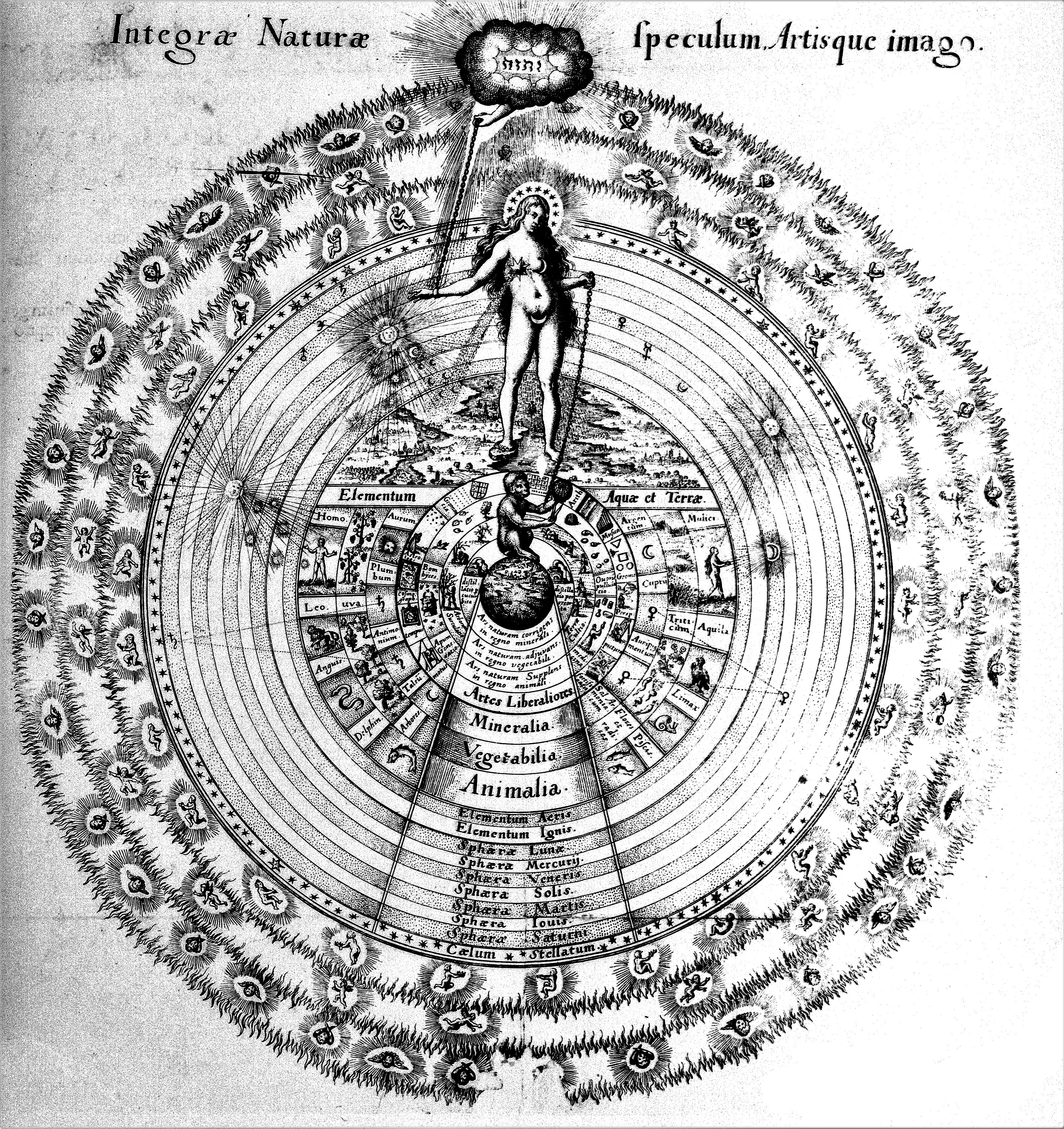
Illustrazione delle analogie universali tra l'anima umana e la sua struttura corporea, concepita come una totalità macrocosmica.

Nel corso dei millenni, la figura del medico si mantiene, sostanzialmente, collegata a quella del saggio, del sacerdote. La medicina pitagorica, in particolare, aveva ricercato le analogie tra l'uomo e l'universo, tra il microcosmo e il macrocosmo, e aveva concepito la malattia come una rottura dell'equilibrio dell'organismo, come una sorta di "perduta armonia" tra queste due forze. La medicina umorale di Ippocrate aveva invece affermato come responsabile della malattia lo squilibrio tra gli umori del corpo. Tale concezione è di importanza fondamentale per la storia della medicina psicosomatica poiché inserisce il "temperamento" individuale come elemento sostanziale della malattia individuando, in ciascuna persona, la sua "costituzione": il tipo "sanguigno", "flemmatico", "bilioso" e "melanconico", esprimerebbero, in definitiva, il carattere e il "modo di porsi nel mondo" di ciascuno di noi. L'approccio generale di Ippocrate sarà rispettato anche da Galeno e diventerà punto di riferimento per tutto il Medioevo e il Rinascimento.

### Seicento
Nel Seicento, la scoperta del microscopio e le idee del filosofo René Descartes offriranno alla medicina una concezione dell'organismo regolato da forze meccaniche e fisico-chimiche, tanto che la distinzione tra res cogitans e res extensa influenzerà tutta la medicina pervenendo perfino a definire la medicina moderna. Se all'inizio, però, una tale concezione si era rivelata utile, data la complessità dello studio della disciplina, separare la res cogitans dalla res extensa alla fine «aveva creato anche problemi di una certa importanza perfino al medico pratico che si trovava a curare un paziente esteso e cogitante allo stesso tempo e vedeva fin troppo bene come i due aspetti si intersecassero fra di loro». È da notare che Claude Bernard, intorno alla fine dell'Ottocento, era giunto a parlare di omeostasi per descrivere il processo di autoregolazione da parte dell'organismo riproponendo la visione unitaria della malattia.

### La rivoluzione psicoanalitica
Dobbiamo attendere, però, il contributo di Sigmund Freud che attraverso gli studi sull'isteria, affermò che un contenuto psichico, qualora represso, era capace di provocare importanti modificazioni corporee e il "misterioso salto" dalla mente al corpo era divenuto un evento possibile. Mentre però Sigmund Freud concentrava la sua attenzione e il suo lavoro sulla produzione verbale dei suoi pazienti, Wilhelm Reich, uno psichiatra austriaco, introdusse nella psicoanalisi anche l'osservazione e il lavoro analitico sul corpo. Successivamente, le teorie di Reich offriranno lo spunto per lo sviluppo dell'analisi bioenergetica, metodica psicoterapeutica elaborata in seguito da Alexander Lowen. Questo approccio, unico nel suo genere, ha avuto il merito di ri-considerare la mente e il corpo come un'unità funzionale, inscindibile, tanto che l'intervento degli analisti bioenergetici è costituito da una complessa combinazione di lavoro sul corpo e lavoro psicoanalitico. Tra gli anni Quaranta e gli anni Cinquanta, Franz Alexander propose che gli stati conflittuali, attraverso la mediazione del sistema neurovegetativo, fossero anche implicati nelle cause di varie malattie psicosomatiche.

### Sviluppi ulteriori
Un'altra teoria molto significativa è quella proposta dalla Dunbar, allieva e collaboratrice dello stesso Franz Alexander. Ella sostenne che la struttura della personalità individuale può condizionare le difese corporee, predisponendo allo sviluppo di determinate malattie.
Vent'anni di studi ulteriori, tra il 1970 e il 1990, ma che ancora oggi forniscono risultati importanti, hanno chiarito che sensibile alle reazioni emozionali non è solo il sistema nervoso vegetativo ma anche, e notevolmente, il sistema endocrino e il sistema immunitario inaugurando il filone di ricerca della psiconeuroendocrinoimmunologia (la cosiddetta P.N.E.I.).
In Italia, lo psichiatra Ferruccio Antonelli nel 1981 iniziò a parlare di “brositimia”, letteralmente “sentimento ingoiato”.
Secondo questo autore, le persone affette da disturbi di natura psicosomatica, presenterebbero difficoltà nel reagire alle avversità della vita, tanto che questo loro stile di vita risultò essere il principale responsabile delle loro sofferenze, la più chiara espressione della somatizzazione dell'ansia. “Mandare giù”, d'altra parte, ricorda il comportamento dello struzzo: non risolve i problemi ma li dirotta all'interno lasciandoli irrisolti.

### Approccio omeopatico
Una rivalutazione della correlazione tra mente e corpo è venuta inoltre dalla medicina omeopatica, nell'ambito della quale, oltre alla psicosomatica, si evidenziano anche le influenze che il corpo (soma) può avere sulla psiche, a proposito delle quali si parla in questo caso di approccio «somato-psichico». La soluzione proposta dall'omeopatia, comune ad altre forme di terapia olistica che intendono andare oltre la visione cosiddetta «organicista» della medicina ufficiale, limitata cioè alla cura dei singoli organi ammalati, si basa sulla legge di similitudine, secondo cui esiste un'analogia tra i sintomi presentati dal paziente e gli aspetti fisici, psichici e ambientali in cui essi sono maturati. In tal senso l'omeopatia può essere considerata non solo un rimedio, ma anche un principio filosofico. Seguendo quest'accezione non si fa necessariamente uso di farmaci materiali anche nel trattamento di disturbi fisici, ma sarebbe sufficiente intervenire piuttosto sull'origine psichica del problema: è il caso, ad esempio, della cosiddetta «terapia verbale» ideata dalla dottoressa Gabriella Mereu per curare il male con lo stesso male, cioè rivelando alla coscienza del paziente la metafora morale espressa dalla sua malattia.

## Malattie psicosomatiche
Chi soffre di malattie psicosomatiche presenta dolore, nausea o altri sintomi fisici, senza però una causa fisiologica che possa essere diagnosticata.
Tali sintomi possono avere una causa fisiologica definita, come il disturbo di conversione, disturbo somatoforme e la sindrome miositica tensiva. Alcune condizioni fisiologiche quali la carenza di vitamine o danni cerebrali possono essere causa di sintomi psicologici gravi. Quando la causa di una patologia è dubbia, la possibilità che sia di origine psicologica deve essere presa in considerazione. Alcune malattie che in precedenza erano ritenute puramente psicosomatiche, come le allergie, ora vengono considerate aventi un'origine organica identificata.
Alcuni studi hanno dimostrato che anche semplici frustrazioni quotidiane possono avere effetti sulla funzionalità immunitaria. I pionieri in questa area di ricerca sono i coniugi Kiecolt-Glaser che l'hanno teorizzata nel XX secolo.
I campi d'impiego della psicosomatica sono prevalentemente stress (distress cronico) e traumi fisici, psichici e sociali esistenziali.
|  |  |

## Psicologia psicosomatica
Una lettura dei fenomeni clinici in chiave psicosomatica pertiene sia ad un approccio medico che ad uno psicologico. La psicologia psicosomatica mira a un'integrazione di mente e corpo, ritenendoli inscindibili, a differenza del consueto approccio medico. La psicologia psicosomatica dunque indaga come il paziente vive la malattia, come l'individuo sta nel proprio corpo, e come sia possibile creare una forma di dialogo.
In alcuni casi la separazione mente-corpo emerge come difficoltà ad accedere al linguaggio per descrivere i propri stati emotivi o corporei, come ad esempio per individui con disturbo alessitimico. In presenza di queste  problematiche un intervento basato sulla parola non risulta sempre efficace, ed è per questo che i professionisti stanno cercando nuove tecniche per poter intervenire. 
A fianco degli orientamenti con cui si cerca di rispondere a queste nuove costellazioni sintomatologiche si stanno accostando interventi mirati a coinvolgere anche il versante somatico (tecniche di rilassamento, EMDR, e mindfulness sono alcuni esempi), che permettano di cogliere nel paziente quegli elementi refrattari e dolorosi al discorso verbale e ai processi di consapevolezza.
A partire da queste osservazioni nasce la psicologia psicosomatica, in un'ottica orientata alla persona e non solo al problema, tenendo insieme i diversi piani della sofferenza sia corporeo che verbale.